# Ermal Meta
Ermal Meta (Fier, 20 de abril de 1981) es un cantautor y compositor albanés naturalizado italiano, ganador del Festival de la Canción de San Remo 2018.

## Biografía

### Formación e inicios
Ermal Meta nació en 1981 en la ciudad de Fier (Albania) y pasó una infancia complicada marcada por problemas familiares. Cuando tenía 13 años emigró con su madre y sus dos hermanos a Bari (Italia), donde terminaría residiendo. Tras completar el instituto se matriculó en filología italiana por la Universidad de Bari, aunque nunca llegó a licenciarse.
Desde joven mostró interés en la música clásica por influencia de su madre, violinista profesional. A los 16 años empezó a estudiar piano y guitarra y se embarcó en distintos proyectos. Uno de ellos fue la banda Ameba 4, en la que era guitarrista, y que en 2006 llegó a participar en la sección joven del Festival de la Canción de San Remo.

### Carrera profesional
En 2007 fundó y lideró el cuarteto de indie rock La Fame di Camilla, con el que llegaría a publicar tres álbumes de estudio hasta su disolución en 2013. Ese mismo año se dedicó a componer para artistas de la industria musical italiana como Marco Mengoni, Annalisa, Francesca Michielin y Patty Pravo entre otros. Su oportunidad en solitario llegaría en 2014 con dos temas: Tutto si muove, publicado en la banda sonora de la adaptación de Pulseras rojas, y Lettera a mio padre, editada por EMI Music y que llegaría a sonar en las radios italianas. En 2016 publicó su primer álbum (Umano) bajo el sello independiente Mescal.
Meta participó en la categoría principal del Festival de la Canción de San Remo 2017 con el tema Vietato morire, quedando en tercera posición. Su canción fue la mejor valorada por el jurado y por ello fue galardonado con el premio Mia Martini de la crítica especializada. A raíz del éxito hizo una reedición con nuevas canciones (Vietato morire, 2017), entre ellas Voodoo Love en colaboración con Pau Donés, líder de Jarabe de Palo. Además de obtener el disco de platino, siguió componiendo para otros artistas e incluso se hizo un hueco en la televisión como jurado del programa Amici di Maria De Filippi en Canale 5.
En 2018 volvió a presentarse al Festival de San Remo, esta vez en colaboración con el artista Fabrizio Moro. Su tema, titulado Non mi avete fatto niente, fue escrito poco después del atentado de Mánchester y sería la antesala del tercer disco Non abbiamo armi. Pese a algunas acusaciones de plagio, pues uno de los compositores se había inspirado en el estribillo de una canción descartada en 2016, la organización falló que era un tema original porque no había sido publicado. De este modo, el dúo se proclamó vencedor de la categoría principal con más del 55% del televoto.
Como ganadores de San Remo, Ermal Meta y Fabrizio Moro representaron a Italia en el Festival de la Canción de Eurovisión 2018, quedando en quinto lugar.

## Discografía

### Trayectoria en grupos

#### Ameba 4
- 2006 – Ameba 4

#### La Fame di Camilla
- 2009 – La Fame di Camilla
- 2010 – Buio e luce
- 2012 – L'attesa

### Trayectoria en solitario
- 2016 – Umano
- 2017 – Vietato morire
- 2018 – Non abbiamo armi
- 2021 – Tribù Urbana